# Curitiba Challenger 2001
Il Curitiba Challenger 2001 è stato un torneo di tennis facente parte della categoria ATP Challenger Series nell'ambito dell'ATP Challenger Series 2001. Il torneo si è giocato a Curitiba in Brasile dal 4 al 9 settembre 2001 su campi in terra rossa.

## Vincitori

### Singolare
Flávio Saretta ha battuto in finale  Luis Horna con il punteggio di 7–6(3), 6–1

### Doppio
Tim Crichton /  Ashley Fisher hanno battuto in finale  Emanuel Couto /  Pedro Pereira con il punteggio di 6–3, 6–4